# Wekarua Island (Waikato)
Wekarua Island ist eine Insel in der Region Waikato im Norden der Nordinsel von Neuseeland.

## Geographie
Wekarua Island befindet sich westlich der Coromandel Peninsula am Eingang zum Naturhafen Manaia Harbour. Die rund 6 Hektar große Insel besitzt eine Längenausdehnung von rund 555 m in einem leichten Bogen und rund 515 m in direkter Ost-West-Richtung. Die breiteste Stelle der Insel kommt auf rund 165 m in Nord-Süd-Richtung. Die Höhe der Insel liegt bei 50 m in ihrer östliche Hälfte.
Östlich der Insel ist in einer Entfernung von rund 345 m die wesentlich kleinere Insel Tataweka Island zu finden und rund 925 m nördlich die mit Abstand größere Insel Rangipukea Island.